# Calycomyza promissa
Calycomyza promissa är en tvåvingeart som beskrevs av Frick 1956. Calycomyza promissa ingår i släktet Calycomyza och familjen minerarflugor. Inga underarter finns listade i Catalogue of Life.